# Emil Schmitt (Volkskundler)
Emil Schmitt (* 2. November 1858 in Hettingen bei Buchen (Odenwald); † 2. Februar 1947 in Gengenbach) war ein deutscher Volkskundler, Sprachwissenschaftler und Geheimer Hofrat.

## Leben
Schmitt wurde als sechstes von neun Kindern der Landwirte Gottfried Schmitt und Friederike (geb. Schweigert) in dem Dorf Hettingen geboren. Da er bereits in der Volksschule als begabtes Kind auffiel, erhielt Schmitt zur Vorbereitung einer Priesterlaufbahn durch der Ortspfarrer Joseph Ehrlich Lateinunterricht. 1872 bis 1877 lebte Schmitt in Tauberbischofsheim, um das dortige Gymnasium zu besuchen. In diese Zeit fällt seine Entscheidung gegen die von den Eltern angedachte Priesterlaufbahn, was zur zeitweisen Zerwürfnis mit Teilen seiner Familie führt. Seine Schwester Ottilie nahm ihn daraufhin in ihrem Haus in Bruchsal auf, wo er die verbleibenden Gymnasialstufen Obersekunda, Unterprima und Oberprima nachholte und am 28. Juli 1881 sein Abitur ablegte. Im Oktober desselben Jahres immatrikulierte er an der Ruprecht-Karls-Universität Heidelberg, an der er als 'Studiosus philol.' die Fächer Deutsch, Geschichte, Französisch und Latein belegt. Auf die Berufung als Lehramtsassessor an der Höheren Mädchenschule in Baden-Baden im Jahr 1886 folgte 1889 die Ernennung zum Professor. Durch die 1894 von den Freiburger Germanisten Elard Hugo Meyer, Friedrich Kluge und Fridrich Pfaff verschickten Fragebögen zur badischen Volkskunde wurde Schmitt zu ersten volkskundlichen Studien in seinem Heimatdorf angeregt. Aus diesen Studien ging seine Veröffentlichung Sagen, Volksglaube, Sitten und Bräuche aus dem Baulande (Hettingen). Ein Beitrag zur badischen Volkskunde (1895) hervor. Diese Arbeit gliedert sich in drei Teile. Zunächst reflektiert er über das Alter der Volkserzählungen und Märchen, in denen er im Stile der Gebrüder Grimm altertümliche Überreste von germanischer Mythologie vermutet. Der zweite Teil beinhaltet 24 in Hettingen aufgezeichnete Sagen. Dieser Abschnitt wurde in zahlreichen volkskundlichen Studien des späten 19. und frühen 20. Jh., wie etwa Hugo Elard Meyers Badisches Volksleben im 19. Jahrhundert (1900) und dem zehnbändigen Handwörterbuch des deutschen Aberglaubens, zitiert. Der dritte Teil beschreibt das dörfliche Brauchtum innerhalb des Jahreskreises und Lebenslaufes. Mit Meyer ergibt sich eine langjährige Zusammenarbeit. In dessen Buch Badisches Volkstum wird Schmitt als Mitarbeiter gedankt.
Im Jahr 1899 folget Schmitts Ernennung zum Direktor des Lehrerseminars in Ettlingen. Nach einer Zwischenzeit als Leiter des Lehrerseminars II in Karlsruhe wurde er 1907 zum Direktor und ca. 1910 vom Badischen Großherzog Friedrich II zum Geheimen Hofrat ernannt. Trotz seiner akademischer Karriere und der zahlreichen Umzüge, erhält er zeitlebens seinen Bezug zu seiner bäuerlichen Herkunft und seinem Heimatdorf. Dort kam er gewöhnlicherweise für einige Wochen im Sommer zu Besuch, um auf dem Feld zu arbeiten und bei seinen Unterhaltungen Notizen über Geschehnisse im Ort anzufertigen. Nach seiner Pensionierung im Jahr 1923 konzentriert er sich auf Studien zur hettinger Mundart. Seine 106 handschriftlich verfasste Seiten umfassende Grammatik der Mundart von Hettingen wurde 1925 an Friedrich Kluge übergeben. Die geplante Auswertung für das Badische Wörtbuch fand aber nicht mehr statt. Dieses Manuskript verblieb im Archiv der Universität Freiburg erhalten und wurde 2004 durch den Heimatverein Hettingen im Eigenverlag in dem Sammelwerk Baulandort Hettingen – Seine Mundart, Überlieferungen und Traditionen. Die Sammlungen des Hettinger Volkskundlers Prof. Emil Schmitt erstmals in Druckform veröffentlicht. Zahlreiche andere Arbeiten sind bei den Fliegerangriffen auf Freiburg im Jahr 1944 verloren gegangen. Zudem schieb Schmitt 1930/31 in der Buchener Regionalzeitschrift Der Wartturm über den Brauch des Todaustragens. Eine Arbeit zu Hettinger Kinderspielen- und Reimen wurde 1895 Fridrich Pfaff zur Verfügung gestellt, blieb unveröffentlicht.
Aus seiner Ehe mit Emma Liebler gingen drei Kinder hervor, von denen aber nur die zweitgeborene Emma Maria Schmitt das Erwachsenenalter erreichen sollte. Emma Maria promovierte und erhielt eine Stelle Oberstudiendirektorin in Gengenbach, woraufhin der bereits betagte Emil Schmitt ebenfalls seinen Wohnort dorthin verlegte. Dort verstarb er 1947 im Alter von 88 Jahren.

## Ehrungen
- Ernennung zum Geheimen Hofrat durch den Badischen Großherzog Friedrich II. (ca. 1910)
- Kriegsverdienstkreuz (1916)
- Träger der Badischen Jubiläumsmedaille und des Ordens vom Zähringer Löwen (undatiert)
- Umbenennung der Hettinger Straße 'Ober der Kirche' in 'Prof.-Schmitt-Straße' (1973)[2]

## Erhaltene Publikationen
- Sagen, Volksglaube, Sitten und Bräuche aus dem Baulande (Hettingen). Ein Beitrag zur badischen Volkskunde (1895). Beilage zum Programm der Höheren Mädchenschule zu Baden-Baden für das Schuljahr 1894–95. Baden-Baden: Ernst Kölblin, Hof-Buchdruckerei.
- Grammatik der Mundart von Hettingen (nicht datiertes Manuskript, Nachdruck im Jahr 2004)